# Mekodontherium crocheti
Il mecodonterio (Mekodontherium crocheti) è un mammifero erbivoro estinto, appartenente ai perissodattili. Visse nell'Eocene medio (circa 45 milioni di anni fa) e i suoi resti fossili sono stati ritrovati in Francia.

## Descrizione
Tutto ciò che si conosce di questo animale è una mandibola, rinvenuta nella zona di Canlong in Linguadoca (Francia). Non è possibile quindi ricostruire l'aspetto dell'animale, ma dal raffronto con fossili simili di animali più conosciuti (come Franzenium e Plagiolophus) è ragionevole supporre che Mekodontherium fosse un animale simile a un tapiro, anche se meno robusto. Mekodontherium era caratterizzato da un tipo di dentatura piuttosto insolito, con premolari dai talonidi molto grandi e di forma crescente, ma privi di entoconidi. I denti, in generale, erano a corona bassa (brachidonti) e dalle cuspidi arrotondate (bunodonti). La mandibola era snella e dotata di una sinfisi corta, mentre il diastema dopo i canini era allungato. 

## Classificazione
Mekodontherium crocheti è stato descritto per la prima volta nel 2000, ed è stato attribuito alla famiglia dei paleoteridi, un gruppo di perissodattili vicini all'origine dei cavalli ma dall'aspetto molto diverso. Alcune delle peculiarità di Mekodontherium sono piuttosto primitive (plesiomorfiche) e indicano che questo animale potrebbe essere stato vicino all'origine di generi quali Palaeotherium e lo spagnolo Franzenium. Le affinità con quest'ultimo, dotato però di molari ben più alti, potrebbero indicare che vi fosse una relazione almeno episodica tra le faune medio-eoceniche della Spagna (fortemente endemiche) e quelle della Francia meridionale. 